# Hongkong E-Prix
Der Hongkong E-Prix ist ein Automobilrennen der FIA-Formel-E-Meisterschaft in Hongkong. Es wurde erstmals am 9. Oktober 2016 im Rahmen der FIA-Formel-E-Meisterschaft 2016/17 ausgetragen.

## Geschichte
Für den Hongkong E-Prix wurde ein temporärer Rundkurs auf öffentlichen Straßen ausgewählt.
Sébastien Buemi gewann den ersten ePrix vor Lucas di Grassi und Nick Heidfeld.
Im Rahmen des zweiten Hongkong E-Prix wurden zwei Rennen ausgetragen. Das erste Rennen gewann Sam Bird vor Jean-Éric Vergne und Heifeld, das zweite Rennen gewann Felix Rosenqvist vor Edoardo Mortara und Mitch Evans.
Den dritten Hongkong E-Prix gewann Mortara vor di Grassi und Robin Frijns, nachdem Bird, der als Erster über die Ziellinie gefahren war, nachträglich eine Zeitstrafe von fünf Sekunden erhielt.

## Ergebnisse
| Auflage | Jahr    | Strecke  | Sieger                                            | Zweiter                                     | Dritter                                        | Pole-Position                                     | Schnellste Runde                                  |
| ------- | ------- | -------- | ------------------------------------------------- | ------------------------------------------- | ---------------------------------------------- | ------------------------------------------------- | ------------------------------------------------- |
| 1       | 2016/17 | Hongkong | Sébastien Buemi (Renault e.dams)                  | Lucas di Grassi (ABT Schaeffler Audi Sport) | Nick Heidfeld (Mahindra Racing Formula E Team) | Nelson Piquet jr. (NextEV NIO)                    | Felix Rosenqvist (Mahindra Racing Formula E Team) |
| 2.1     | 2017/18 | Hongkong | Sam Bird (DS Virgin Racing Formula E Team)        | Jean-Éric Vergne (TECHEETAH)                | Nick Heidfeld (Mahindra Racing Formula E Team) | Jean-Éric Vergne (TECHEETAH)                      | Jérôme D’Ambrosio (Dragon Racing)                 |
| 2.2     | 2017/18 | Hongkong | Felix Rosenqvist (Mahindra Racing Formula E Team) | Edoardo Mortara (Venturi Formula E Team)    | Mitch Evans (Panasonic Jaguar Racing)          | Felix Rosenqvist (Mahindra Racing Formula E Team) | Lucas di Grassi (Audi Sport ABT Schaeffler)       |
| 3       | 2018/19 | Hongkong | Edoardo Mortara (Venturi Formula E Team)          | Lucas di Grassi (Audi Sport ABT Schaeffler) | Robin Frijns (Envision Virgin Racing)          | Stoffel Vandoorne (HWA Racelab)                   | André Lotterer (DS Techeetah)                     |